# 아리에정
아리에정(有家町)은 나가사키현 시마바라반도에 있던 정으로 미나미타카키군에 속했다.
2006년 3월 31일, 주변 7정과 대등합병해, 미나미시마바라시가 되어 소멸하였다.

## 지리
시마바라 반도의 남쪽에 위치하며 시마바라만에 접해 있다. 
에도시대 초기까지만 해도 후일 서아리케마치 지역과 함께 아리에촌을 이루고 있었다. '아리마하라성병란기' 등에 따르면, 1637년(간에이 14년)에 일어난 시마하라의 난에는 마을 주민 전원이 참여했지만, 모두 전사하여 무인도 마을이 되었다고 한다. 현재의 마을 주민들은 이후 고카리키 다다보(高力忠房)의 부흥 정책에 따라 막부령의 쇼도시마(小豆島)와 규슈 각 번에서 이주해 온 사람들의 후손이라고 한다. 
아리에촌은 1652년(게이초 원년)에 아리타촌, 구마다촌, 마치촌의 3개 촌으로 나뉘었다가 1872년(메이지5년)에 다시 아리에촌으로 통합되었다. 이후 마을을 동부와 서부로 나누어 1879년에 동, 서로 정식으로 분촌되었다. 
- 1889년 4월 1일 - 정촌제 시행에 의해 미나미타카키군 히가시아리에촌이 성립하였다.
- 1927년 1월 1일 - 정으로 승격, 개칭해 아리에정이 되었다.
- 1956년 9월 30일 - 도자키촌과 신설합병에 의해 아리에정이 성립하였다.
- 2006년 3월 31일 - 구치노쓰정·미나미아리마정·가즈사정·니시아리에정·가즈사정, 아리에정·후쓰정·후카에정이 합병, 시로 승격해 미나미시마바라시가 성립하였다. 아리에정은 자치체로서는 소멸하였다.

## 교통

### 도로
- 국도 57호선
- 국도 251호선